# Swiss Indoors 2024 - Qualificazioni singolare
Le qualificazioni del singolare dello Swiss Indoors 2024 sono state un torneo di tennis preliminare per accedere alla fase finale della manifestazione. I vincitori dell'ultimo turno sono entrati di diritto nel tabellone principale. In caso di ritiro di uno o più giocatori aventi diritto a questi sono subentrati i lucky loser, ossia i giocatori che hanno perso nell'ultimo turno ma che avevano una classifica più alta rispetto agli altri partecipanti che avevano comunque perso nel turno finale.

## Teste di serie
1. David Goffin (ultimo turno, lucky loser)
2. Miomir Kecmanović (ritirato)
3. Arthur Rinderknech (primo turno)
4. James Duckworth (qualificato)

1. Facundo Díaz Acosta (primo turno)
2. Botic van de Zandschulp (qualificato)
3. Christopher O'Connell (primo turno)
4. Fabio Fognini (primo turno)

## Qualificati
1. Botic van de Zandschulp
2. Daniel Altmaier

1. Jérôme Kym
2. James Duckworth

### Lucky loser
1. David Goffin

## Tabellone

### Legenda
| - Q = Qualificato - WC = Wild card - LL = Lucky loser | - ALT = Alternate - SE = Special Exempt - PR = Protected Ranking | - w/o = Walkover - r = Ritirato - d = Squalificato |

### Sezione 1
|  | Primo turno | Primo turno             | Primo turno | Primo turno | Primo turno |  |  | Ultimo turno | Ultimo turno            | Ultimo turno            | Ultimo turno | Ultimo turno |  |
|  |             |                         |             |             |             |  |  |              |                         |                         |              |              |  |
|  | 1           | David Goffin            | 62          | 6           | 6           |  |  |              |                         |                         |              |              |  |
|  |             | Yannick Hanfmann        | 7           | 1           | 4           |  |  | 1            | David Goffin            | David Goffin            | 2            | 4            |  |
|  |             | Thiago Monteiro         | 7           | 4           | 4           |  |  | 6            | Botic van de Zandschulp | Botic van de Zandschulp | 6            | 6            |  |
|  | 6           | Botic van de Zandschulp | 65          | 6           | 6           |  |  |              |                         |                         |              |              |  |

### Sezione 2
|  | Primo turno | Primo turno           | Primo turno     | Primo turno | Primo turno |  |  | Ultimo turno | Ultimo turno    | Ultimo turno | Ultimo turno | Ultimo turno |  |
|  |             |                       |                 |             |             |  |  |              |                 |              |              |              |  |
|  | Alt         | Jesper de Jong        | Jesper de Jong  | 4           | 63          |  |  |              |                 |              |              |              |  |
|  |             | Daniel Altmaier       | Daniel Altmaier | 6           | 7           |  |  |              | Daniel Altmaier | 6            | 3            | 7            |  |
|  |             | Jacob Fearnley        | 6               | 1           | 6           |  |  |              | Jacob Fearnley  | 3            | 6            | 65           |  |
|  | 7           | Christopher O'Connell | 4               | 6           | 4           |  |  |              |                 |              |              |              |  |

### Sezione 3
|  | Primo turno | Primo turno        | Primo turno        | Primo turno | Primo turno |  |  | Ultimo turno | Ultimo turno | Ultimo turno | Ultimo turno | Ultimo turno |  |
|  |             |                    |                    |             |             |  |  |              |              |              |              |              |  |
|  | 3           | Arthur Rinderknech | Arthur Rinderknech | 1           | 63          |  |  |              |              |              |              |              |  |
|  | WC          | Jérôme Kym         | Jérôme Kym         | 6           | 7           |  |  | WC           | Jérôme Kym   | Jérôme Kym   | 6            | 6            |  |
|  | WC          | Henry Bernet       | Henry Bernet       | 6           | 7           |  |  | WC           | Henry Bernet | Henry Bernet | 2            | 4            |  |
|  | 8           | Fabio Fognini      | Fabio Fognini      | 3           | 64          |  |  |              |              |              |              |              |  |

### Sezione 4
|  | Primo turno | Primo turno         | Primo turno     | Primo turno | Primo turno |  |  | Ultimo turno | Ultimo turno    | Ultimo turno    | Ultimo turno | Ultimo turno |  |
|  |             |                     |                 |             |             |  |  |              |                 |                 |              |              |  |
|  | 4           | James Duckworth     | James Duckworth | 6           | 7           |  |  |              |                 |                 |              |              |  |
|  | WC          | Mika Brunold        | Mika Brunold    | 3           | 64          |  |  | 4            | James Duckworth | James Duckworth | 6            | 7            |  |
|  |             | Sumit Nagal         | 5               | 7           | 7           |  |  |              | Sumit Nagal     | Sumit Nagal     | 4            | 62           |  |
|  | 5           | Facundo Díaz Acosta | 7               | 63          | 65          |  |  |              |                 |                 |              |              |  |